# Remoria

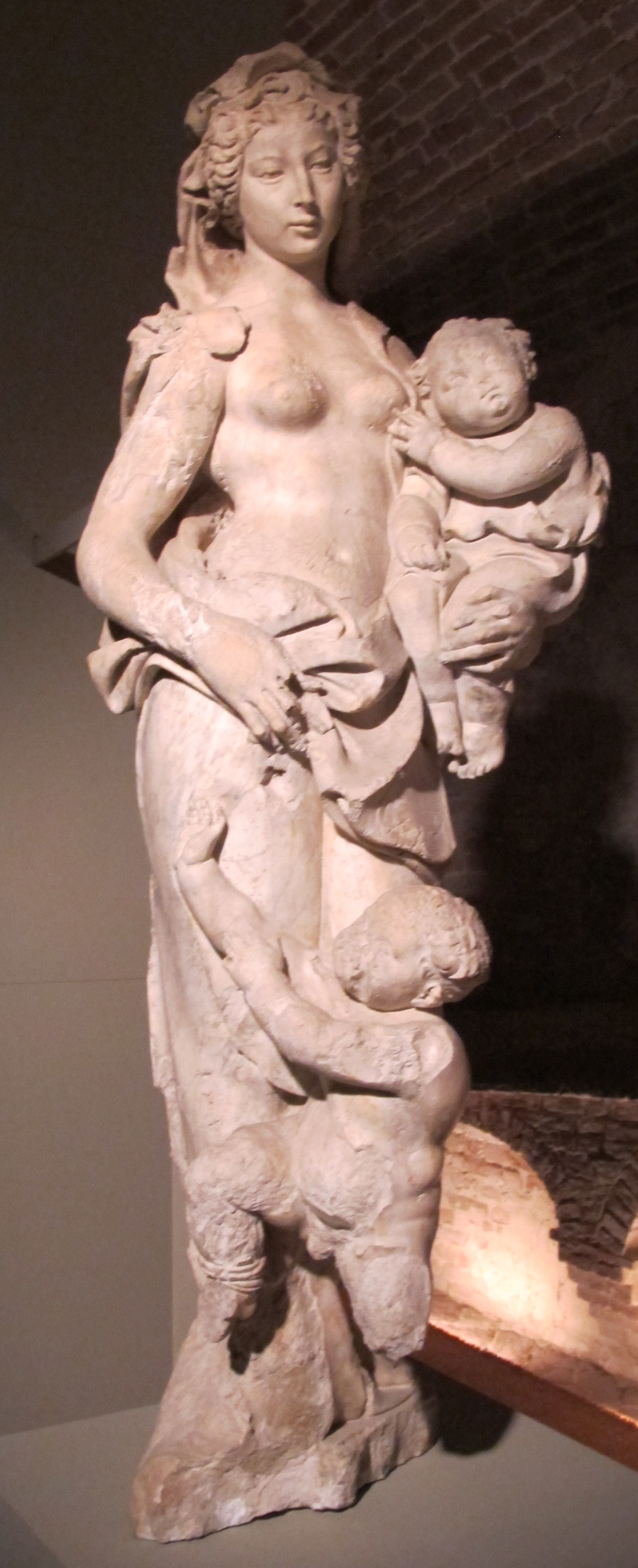
Acca Larentia con i gemelli Romolo e Remo

Remoria o Remuria era la località dove, secondo il mito della fondazione della città di Roma, Remo, fratello di Romolo, avrebbe desiderato fondare la nuova città.
In passato tra gli storici romani loro contemporanei, tale luogo fu identificato con l'Aventino dove Remo ricevette per primo gli auspicia, luogo dove si ritiene fosse stato poi sepolto dal fratello Romolo; tuttavia gli stessi storici davano discordanti indizi riguardo alla distanza dal Palatino per la sua certa identificazione in prossimità del Tevere,  variabile tra i trenta stadi e i 5 milia passuum. In particolare anche gli storici e archeologi di età posteriori fino ad epoche più recenti,  sulla base di questi dati avevano fatto maturare l'ipotesi della possibile localizzazione alla sinistra del Tevere e a sud di Roma. Antonio Nibby, non senza equivocare sulle distanze, giudicò molto probabile il luogo presso la rupe detta di San Paolo a ridosso della via Ostiense. Sulla base delle indicazioni date da Nibby, in epoca fascista la località venne anche identificata con l'area della Garbatella.
L'archeologo Filippo Coarelli, in un suo saggio del 2003, ha dato una ricostruzione diversa dalle precedenti, ipotizzando che il luogo dove Remo, figura introdotta come sembra dopo il IV secolo a.C., ebbe gli auspici e dove avrebbe voluto fondare la sua città in caso avesse avuto il favore delle divinità, è da localizzare al di là del Tevere presso il tempio della Dea Dia o Tempio dei Fratres Arvales, sul colle detto "delle Piche" nei pressi della odierna Stazione di Magliana, individuato come punto corrispondente all'angolo principale del Pomerium di Romolo e punto nodale di collegamento tra nuova Urbs e Arva (campi), dimostrando inoltre che già nell'VIII secolo a.C. il territorio dell'Ager si estendeva oltre il Tevere in territorio veientano.
In realtà, quindi, secondo la tesi di Coarelli, la città di Roma venne fondata dai Lares Prestites, altrimenti identificabili con il collegio sacerdotale degli Arvali fondato da Romolo, costituito inizialmente secondo il mito dai dodici figli di Acca Larentia, la mater Larum, che celebrarono il rito di fondazione delle Ambarvalia, con riti propiziatori per la fertilità.